# Miasto śmierci (film 1991)
Miasto śmierci (tytuł oryg. Killing Streets) – amerykańsko-izraelski film fabularny z 1991 roku, którego akcja rozgrywa się w Bejrucie w 1984 roku.
Historia Chrisa Craiga, poszukującego swojego brata bliźniaka, kapitana amerykańskiej piechoty morskiej, którego uznano za porwanego i zabitego. W podwójnej roli wystąpił Michael Paré.